# 現代禪
現代禪是一個建立在禪宗思想上的新興宗教，1998年由李元松於台灣創立，成立現代禪教團、現代禪文教基金會、現代禪實驗網站、中國佛教論壇等共修處所或組織。該宗教早期以批評印順人間佛教為著稱，認為傳統佛教充滿迷信，提出許多攻擊，在當時具有爭議性。隨著李元松去世後，後期一部份則融合淨土宗，回歸漢傳佛教禪淨雙修的傳統，另一部份則維持新興宗教的身份繼續存在。

## 歷史
李元松原為一貫道信徒，曾任點傳師。1979年，兵役退伍後，因閱讀印順法師《妙雲集》而歸向佛教，以禪修為主。1988年，針對印順法師對於漢傳佛教的一些觀點，李元松提出異議，開始宣揚他自身對禪宗的認識。
1996年，與弟子在台北市建立象山修行人社區。1998年，創立「現代禪教團」暨「現代禪文教基金會」，為弟子印證，現代禪正式成立。
2001年，李元松皈依於印順法師門下，法號慧誠。對於年輕時對於印順法師所做批評，做出反省。2002年，辭卸現代禪宗長之位，但仍以長老地位，協助其弟子修行。2003年，李元松因病去世後，該宗教及其轄屬機構仍繼續運作，惟部份成員回歸佛教淨土宗。

## 教義
現代禪主張不廢治生產業，主張士農工商皆佛，在資本主義社會從事各式工作也屬於修行的一種，教團運作一切以同修安居樂業為前提。